# Divisione No. 8 (Alberta)
La Divisione No. 8 è una divisione censuaria dell'Alberta, Canada di 175.337 abitanti, che ha come capoluogo Red Deer.

## Comunità
- City
  - Red Deer

- Town
  - Bentley
  - Blackfalds
  - Bowden
  - Eckville
  - Innisfail
  - Lacombe
  - Penhold
  - Ponoka
  - Rimbey
  - Sylvan Lake

- Villaggi
  - Alix
  - Clive
  - Delburne
  - Elnora
  - Mirror

- Villaggi estivi
  - Birchcliff
  - Gull Lake
  - Half Moon Bay
  - Jarvis Bay
  - Norglenwold
  - Parkland Beach
  - Sunbreaker Cove

- Frazioni
  - Benalto
  - Bluffton
  - College Heights
  - Crestomere
  - Dickson
  - Haynes
  - Joffre
  - Kounty Meadow Estates
  - Linn Valley
  - Lousana
  - Markerville
  - Maskwacis
  - Morningside
  - Poplar Ridge
  - Rosedale
  - Spruceview
  - Tees

- Municipalità di contea
  - Contea di Lacombe (Alberta)
  - Contea di Ponoka (Alberta)
  - Contea di Red Deer (Alberta)

- Riserve
  - Montana 139
  - Samson 137
  - Samson 137A